# Top of the Morning
Top of the Morning はLOVE FMで2013年10月1日から放送されているラジオ番組である。

## 概要
平日午前中に放送されるワイド番組である。ニュース・天気予報・交通情報などのほか朝にふさわしい音楽などを中心に構成されている。

キャッチコピーは「一日の始まりをやさしい"ビタミン"ヴォイスでスタートアップ!」。
2018年4月6日から2019年2月22日までは、AbemaTV「AbemaRADIO」チャンネルで金曜日分を配信していた。
2021年5月31日、放送2000回を迎えた。
2022年4月1日からは放送時間が1時間延長され、12:00までの放送となった。

## 放送・配信時間
いずれもJST。
ラジオ
- LOVE FM 月曜日 - 金曜日 7:00 - 12:00 - 2022年3月31日までは11:00まで。

### 過去
インターネット配信
- AbemaRADIO 金曜日 7:00 - 9:00（2018年4月6日 - 2019年2月22日）

## ナビゲーター
- Anna (月曜 - 木曜)
- LUE (金曜)

## 主なコーナー
- 7:16 Morning Review
- 7:30 Sports Topics…福岡国際空港提供
- 7:40 Morning Review…九電工提供
- 8:05 AnnLueのさがの小部屋(火曜)…佐賀県提供
- 8:20 Sports Topics…西日本シティ銀行提供
- 8:25 Weather News (日本語/英語)…清水建設提供
- 9:05 PLAYLIST ON FLEEK
- 9:20 石原和幸のフラワーレター (木曜)
- 9:20 あだち珈琲の「一期一杯」 (第4金曜)…あだち珈琲提供
- 9:40 Headline News (日本語/英語)
- 9:45 Weather News (日本語/英語)
- 10:00 Fukuoka Airport Information(第4金曜) …福岡国際空港提供
- 10:45 Weather News (日本語/英語)
- 10:50 シド マオの "Your morning color"
- 11:30 西日本新聞のやさしい日本語ニュース…西日本新聞社提供
- 11:33 Anna&LUEのひみつの小部屋 (木曜)
  - 番組HPではPodcastで「完全版」が配信されている。木曜日ディレクターの前田が収録・編集を担当。
- 11:55 HOT SPIN